# Liste der Baudenkmale in Beeskow
Die Liste der Baudenkmale in Beeskow enthält alle Baudenkmale der brandenburgischen Stadt Beeskow und ihrer Ortsteile. Grundlage ist die Landesdenkmalliste mit dem Stand vom 31. Dezember 2022. Die Bodendenkmale sind in der Liste der Bodendenkmale in Beeskow aufgeführt.

## Legende
In den Spalten befinden sich folgende Informationen:
- ID-Nr.: Die Nummer wird vom Brandenburgischen Landesamt für Denkmalpflege vergeben. Ein Link hinter der Nummer führt zum Eintrag über das Denkmal in der Denkmaldatenbank. In dieser Spalte kann sich zusätzlich das Wort Wikidata befinden, der entsprechende Link führt zu Angaben zu diesem Denkmal bei Wikidata.
- Lage: die Adresse des Denkmales und die geographischen Koordinaten. Link zu einem Kartenansichtstool, um Koordinaten zu setzen. In der Kartenansicht sind Denkmale ohne Koordinaten mit einem roten beziehungsweise orangen Marker dargestellt und können in der Karte gesetzt werden. Denkmale ohne Bild sind mit einem blauen bzw. roten Marker gekennzeichnet, Denkmale mit Bild mit einem grünen beziehungsweise orangen Marker.
- Bezeichnung: Bezeichnung in den offiziellen Listen des Brandenburgischen Landesamtes für Denkmalpflege. Ein Link hinter der Bezeichnung führt zum Wikipedia-Artikel über das Denkmal.
- Beschreibung: die Beschreibung des Denkmales
- Bild: ein Bild des Denkmales und gegebenenfalls einen Link zu weiteren Fotos des Baudenkmals im Medienarchiv Wikimedia Commons

## Allgemein
| ID-Nr.   | Lage   | Bezeichnung                                                              | Beschreibung | Bild                                                                     |
| -------- | ------ | ------------------------------------------------------------------------ | ------------ | ------------------------------------------------------------------------ |
| 09115420 | (Lage) | Satzung zum Schutz des Denkmalbereiches „Historischer Stadtkern Beeskow“ |              | Satzung zum Schutz des Denkmalbereiches „Historischer Stadtkern Beeskow“ |

## Baudenkmale

### Beeskow
| ID-Nr.                           | Lage                           | Bezeichnung | Beschreibung | Bild |
| -------------------------------- | ------------------------------ | --- | --- | --- |
| 09115423                         | (Lage)                         | Historischer Stadtgrundriss innerhalb der mit Wiekhäusern und Türmen zu großen Teilen erhaltenen Stadtmauer sowie Markt und Marienkirche mit Umgebungsbebauung | | weitere Bilder |
| 09115516                         | (Lage)                         | Stadtbefestigung mit Türmen, Stadtmauer, Wall und Graben | Die Stadtmauer entlang der Mauerstraße ist fast vollständig erhalten. Die Stadtbefestigung entstand im 14. und 15. Jahrhundert. Von den ehemals neun Türmen sind sechs Rundtürme erhalten. In der Nähe des Dicken Turms und des Storchenturms befinden sich Reste einer Wallanlage. | weitere Bilder |
| 09115471                         | (Lage)                         | Jüdischer Friedhof | Der Jüdische Friedhof befindet sich an der Straße nach Kohlsdorf in einem Wald in der Nähe der B 87. | Jüdischer Friedhof |
| 09115472                         | Adrianstraße 11 (Lage)         | Wohnhaus mit Hofgebäuden | | weitere Bilder |
| 09115091                         | Am Bahnhof 1 (Lage)            | Empfangsgebäude des Bahnhofs Beeskow mit Bahnhofsgaststätte und Güterschuppen sowie zwei Nebengebäuden und Wasserkran | | weitere Bilder |
| 09115812 Teilobjekt zu: 09115091 | Am Bahnhof 1 (Lage)            | Bahnhofempfangsgebäude | | Bahnhofempfangsgebäude |
| 09115541 Teilobjekt zu: 09115091 | Am Bahnhof 1 (Lage)            | Gaststätte | | Gaststätte |
| 0911 Teilobjekt zu: 09115091     | Am Bahnhof 1 (Lage)            | Güterschuppen | Der Schuppen befindet sich östlich des Empfangsgebäudes. | BW |
| 09116072 Teilobjekt zu: 09115091 | Am Bahnhof 1 (Lage)            | Toilettenhaus & Nebengebäude | Die Gebäude befinden sich westlich der Gaststätte im östlichen Nebengebäudetrakt. | Toilettenhaus & Nebengebäude                                                                                                  |
| 09116073 Teilobjekt zu: 09115091 | Am Bahnhof 1 (Lage)            | Nebengebäude | Es ist der westliche Trakt des Nebengebäudes westlich der Gaststätte. | Nebengebäude |
| 09116074 Teilobjekt zu: 09115091 | Am Bahnhof 1 (Lage)            | Wasserkran | Der Wasserkran steht nördlich des Empfangsgebäudes. | Wasserkran |
| 09115165                         | Bahnhofstraße 24 (Lage)        | Ackerbürgerhof, bestehend aus Wohnhaus, Stallgebäude und Scheune | | Ackerbürgerhof, bestehend aus Wohnhaus, Stallgebäude und Scheune                                                              |
| 09115837 Teilobjekt zu: 09115165 | Bahnhofstraße 24 (Lage)        | Wohnhaus | | BW |
| 09115838 Teilobjekt zu: 09115165 | Bahnhofstraße 24 (Lage)        | Stall | Der Stall steht uaf der nördlichen Seite. | BW |
| 09116111 Teilobjekt zu: 09115165 | Bahnhofstraße 24 (Lage)        | Stall | | BW |
| 09116041                         | Bahrensdorfer Straße 31 (Lage) | Ehemalige Feuerwehrfachschule „Schloss Bahrensdorf“ bestehend aus dem ehemaligen Herrenhaus (Erholungsheim), Steiger- und Feuerwachturm mit Sirene, Gasübungshaus und Krankenstation, Wagenhalle/Schulungsgebäude, Verwaltungs- und Wohnhaus sowie Granitpflasterung vor der Wagenhalle | | weitere Bilder |
| 09116042 Teilobjekt zu: 09116041 | Bahrensdorfer Straße 31 (Lage) | Herrenhaus | Das Herrenhaus wurde zwischen 1820 und 1830 von Carl Heinrich August Lindenau erbaut. | Herrenhaus |
| 09116043 Teilobjekt zu: 09116041 | Bahrensdorfer Straße 31 (Lage) | Feuerwachturm / Schlauchturm | Der Turm befindet sich südwestlich des Herrenhauses. | Feuerwachturm / Schlauchturm                                                                                                  |
| 09116044 Teilobjekt zu: 09116041 | Bahrensdorfer Straße 31 (Lage) | Schulungsgebäude & Krankenhausbaracke | | Schulungsgebäude & Krankenhausbaracke                                                                                         |
| 09116045 Teilobjekt zu: 09116041 | Bahrensdorfer Straße 31 (Lage) | Schulungsgebäude / Garagenanlage | Die Gebäude befinden sich im Südwesten des Geländes. | Schulungsgebäude / Garagenanlage                                                                                              |
| 09116046 Teilobjekt zu: 09116041 | Bahrensdorfer Straße 31 (Lage) | Wohnhaus & Verwaltungsgebäude | Die Gebäude befinden sich südlich des Schulungsgebäudes. | Wohnhaus & Verwaltungsgebäude                                                                                                 |
| 09115635                         | Berliner Straße 16 (Lage)      | Wohn- und Geschäftshaus mit Oberlaubenstall | | Wohn- und Geschäftshaus mit Oberlaubenstall                                                                                   |
| 09115636 Teilobjekt zu: 09115635 | Mauerstraße 28 (Lage)          | Stall | Der Oberlaubenstall befindet sich auf dem Hof. | BW |
| 09115396                         | Berliner Straße 31 (Lage)      | Speicher | | Speicher |
| 09115166                         | Bodelschwinghstraße 5 (Lage)   | Wohnhaus | | weitere Bilder |
| 09115518                         | Bodelschwinghstraße 9 (Lage)   | Wohnhaus | | weitere Bilder |
| 09115473                         | Bodelschwinghstraße 42 (Lage)  | Wohnhaus | | Wohnhaus |
| 09115712 Teilobjekt zu: 09115473 | Bodelschwinghstraße 42 (Lage)  | Kelleranlage | | BW |
| 09115520                         | Brandstraße 34 (Lage)          | Wohnhaus | | weitere Bilder |
| 09115521                         | Brandstraße 35 (Lage)          | Pfarrhaus | Das ehemalige Pfarrhaus wurde um 1780 erbaut. Es ist ein zweigeschossiges, freistehendes Haus mit fünf Achsen und einem Krüppelwalmdach. Der Eingang befindet sich in der Mitte. | weitere Bilder |
| 09115765                         | Brandstraße 38 (Lage)          | Wohnhaus | | BW |
| 09115267                         | Breite Straße 25a (Lage)       | Schule | | Schule |
| 09115260                         | Breitscheid-Straße (Lage)      | Sowjetischer Ehrenfriedhof | | weitere Bilder |
| 09115263                         | Breitscheid-Straße (Lage)      | Grabstätte des Stadtkämmerers Rouanet | Es ist die Grabstätte von Rouanet. | Grabstätte des Stadtkämmerers Rouanet                                                                                         |
| 09115200                         | Breitscheid-Straße 1 (Lage)    | Schützenhaus mit Saal | | Schützenhaus mit Saal |
| 09115265                         | Breitscheid-Straße 12 (Lage)   | Heilig-Geist-Hospital | Das Heilig-Geist-Hospital wurde das erste Mal im Jahr 1603 erwähnt. Es ist ein eingeschossiger Bau mit einem Mansardwalmdach. | Heilig-Geist-Hospital |
| 09115543                         | Frankfurter Chaussee 5 (Lage)  | Alter Bahnhof mit Empfangsgebäude, Poststelle, Güterschuppen, Toilettengebäude, Backofen und parkartiger Grundstücksbegrünung | | Alter Bahnhof mit Empfangsgebäude, Poststelle, Güterschuppen, Toilettengebäude, Backofen und parkartiger Grundstücksbegrünung |
| 09115544 Teilobjekt zu: 09115543 | Frankfurter Chaussee 5 (Lage)  | Bahnhofsempfangsgebäude | | BW |
| 09115545 Teilobjekt zu: 09115543 | Frankfurter Chaussee 5 (Lage)  | Güterschuppen | | BW |
| 09115546 Teilobjekt zu: 09115543 | Frankfurter Chaussee 5 (Lage)  | Stall & Toilettenhaus | | BW |
| 09115547 Teilobjekt zu: 09115543 | Frankfurter Chaussee 5 (Lage)  | Backhaus | Das Backhaus wurde nordöstlich an des Empfangsgebäude angebaut. | BW |
| 09115359                         | Frankfurter Straße 7 (Lage)    | Wohnhaus | | Wohnhaus |
| 09116055                         | Frankfurter Straße 21 (Lage)   | Speicher | | Speicher |
| 09115243                         | Frankfurter Straße 23 (Lage)   | Burganlage | Die Burganlage ist eine mittelalterliche Wasserburg, sie wurde vor 1272 erbaut. Seit 2018 befindet sich dort das zuvor in Monschau beheimatete Musik-Museum Beeskow. | weitere Bilder |
| 09115858 Teilobjekt zu: 09115243 | Frankfurter Straße 23 (Lage)   | Amtshaus | | BW |
| 09115859 Teilobjekt zu: 09115243 | Frankfurter Straße 23 (Lage)   | Burgturm | | BW |
| 09115474                         | Gartenstraße 1c (Lage)         | Speicher | | Speicher |
| 09115242 Wikidata                | Kirchgasse 2 (Lage)            | Wohnhaus | Es ist wahrscheinlich das älteste Haus Beeskows. | weitere Bilder |
| 09115424                         | Kirchplatz 1 (Lage)            | Pfarrkirche St. Marien | Ein erster Bau der Pfarrkirche St. Marien geht auf das Jahr 1230/1240 zurück. Der Chor entstand vermutlich Ende des 14. Jahrhunderts, die gesamte Kirche wurde nach Unterbrechung um das Jahr 1500 fertig. Das Gotteshaus wurde im April 1945 zerstört und erst ab 1991 wieder planvoll aufgebaut. | Pfarrkirche St. Marien |
| 09116024 Teilobjekt zu: 09115424 | Kirchplatz 1 (Lage)            | Orgel | | BW |
| 09115713                         | Kirchplatz 3 (Lage)            | Wohnhaus mit Seitenflügel, Werkstattanbau, Torhaus, Stallgebäude und Innenhof | | Wohnhaus mit Seitenflügel, Werkstattanbau, Torhaus, Stallgebäude und Innenhof                                                 |
| 09115714 Teilobjekt zu: 09115713 | Kirchplatz 3 (Lage)            | Torhaus | | BW |
| 09115715 Teilobjekt zu: 09115713 | Kirchplatz 3 (Lage)            | Stall | Der Stall liegt an der Südseite des Hofes. | BW |
| 09115264                         | Kirchplatz 4 (Lage)            | Alte Schule (ehemalige Stadtschule) | Das 1714 erbaute Haus wurde bis 1862 als Schule genutzt. Später einige Jahre lang als Wohnhaus genutzt, war es seit 2010 nicht mehr bewohnt. Nach einer denkmalgerechten Sanierung wurde es 2011 an die Evangelische Kirchengemeinde zur Nutzung als Gemeindezentrum übergeben. Gleichzeitig tagen in dem Gebäude auch der Seniorenbeirat, das Familienbündnis und Vereine der Stadt. Mehrere Chöre proben in den Räumen. Der große Versammlungsraum im Erdgeschoss kann zudem für Tagungen und Feiern gebucht werden. | weitere Bilder |
| 09115266                         | Klosterstraße 4 (Lage)         | Wohnhaus (Mönchsherberge) | | weitere Bilder |
| 09115168 Wikidata                | Liebknechtstraße 8 (Lage)      | Katholische Kirche Heilig Geist mit Pfarrhaus | Die Katholische Kirche wurde 1928 nach einem Plan von E. Kopp erbaut. Es ist ein Saalbau mit einem eingezogenen Chor und einem Dachreiter. | weitere Bilder |
| 09115082                         | Markt 1 (Lage)                 | Wohnhaus | | Wohnhaus |
| 09115517                         | Markt 2, 3, 4 (Lage)           | Wohnhäuser | | Wohnhäuser |
| 09115084                         | Markt 12 (Lage)                | Kelleranlage | | Kelleranlage |
| 09115083                         | Poststraße 9 (Lage)            | Poststation (heute Wohnhaus) | Das Haus wurde von 1786 bis 1800 erbaut. Es ist ein eingeschossiges Haus mit einem Satteldach. | Poststation (heute Wohnhaus)                                                                                                  |

### Bornow
| ID-Nr.                           | Lage                           | Bezeichnung | Beschreibung | Bild           |
| -------------------------------- | ------------------------------ | ----------- | --- | -------------- |
| 09115377                         | Bornower Dorfstraße 100 (Lage) | Dorfkirche  | Die evangelische Kirche wurde von 1889 bis 1891 im neugotischen Stil erbaut. Die Ausstattung im Inneren stammt aus der Bauzeit. Die kleine Reliefglocke ist die älteste der Region aus dem Jahr 1499 die große Glocke ist im Jahr 1520 hergestellt. | weitere Bilder |
| 09116013 Teilobjekt zu: 09115377 | Bornower Dorfstraße 100 (Lage) | Orgel       | | Orgel          |
| 09116014 Teilobjekt zu: 09115377 | Bornower Dorfstraße 100 (Lage) | Glocke      | Die Glocke wird auf das Jahr 1499 datiert. | BW             |
| 09116015 Teilobjekt zu: 09115377 | Bornower Dorfstraße 100 (Lage) | Glocke      | Die Glocke wird auf das Jahr 1520 datiert. | BW             |

### Kohlsdorf
| ID-Nr.   | Lage                        | Bezeichnung   | Beschreibung                         | Bild          |
| -------- | --------------------------- | ------------- | ------------------------------------ | ------------- |
| 09115273 | Kohlsdorferstraße 17 (Lage) | Bockwindmühle | Die Bockwindmühle wurde 1865 erbaut. | Bockwindmühle |

### Krügersdorf
| ID-Nr.                           | Lage                     | Bezeichnung | Beschreibung | Bild           |
| -------------------------------- | ------------------------ | ----------- | --- | -------------- |
| 09115289                         | Alte Dorfstraße 1 (Lage) | Dorfkirche  | Bereits 1346 wird in der Meißner Bistumsmatrikel eine Kirche in „Crugersdorff“ erwähnt. Der heutige Bau stammt aus dem Jahr 1720 wie auch die lateinischen Lettern (MDCCXX) über dem Seiteneingang verkünden. Mit eingepfarrt in Krügersdorf waren früher die Orte Schneeberg und Oelsen, heute gehören auch die Dörfer der ehemaligen Pfarrämter von Grunow und Merz dazu. | weitere Bilder |
| 09115871 Teilobjekt zu: 09115289 | Alte Dorfstraße 1 (Lage) | Taufengel   | | BW             |
| 09116002 Teilobjekt zu: 09115289 | Alte Dorfstraße 1 (Lage) | Orgel       | | BW             |

### Neuendorf
| ID-Nr.   | Lage                | Bezeichnung | Beschreibung | Bild   |
| -------- | ------------------- | ----------- | ------------ | ------ |
| 09115268 | Dorfstraße 7 (Lage) | Gehöft      |              | Gehöft |